# Емма Вайт
Емма Вайт (англ. Emma White; нар. 23 серпня 1997) — американська велогонщиця, бронзова призерка Олімпійських ігор 2020 року, чемпіонка світу.

## Виступи на Олімпіадах
| Олімпіада  | Дисципліна                    | Місце |
| ---------- | ----------------------------- | ----- |
| Токіо 2020 | командна гонка переслідування | 3     |

## Зовнішні посилання
- Емма Вайт [Архівовано 4 серпня 2021 у Wayback Machine.] на сайті Cycling Archives

1. ↑  https://www.olympedia.org/athletes/147162